# 455

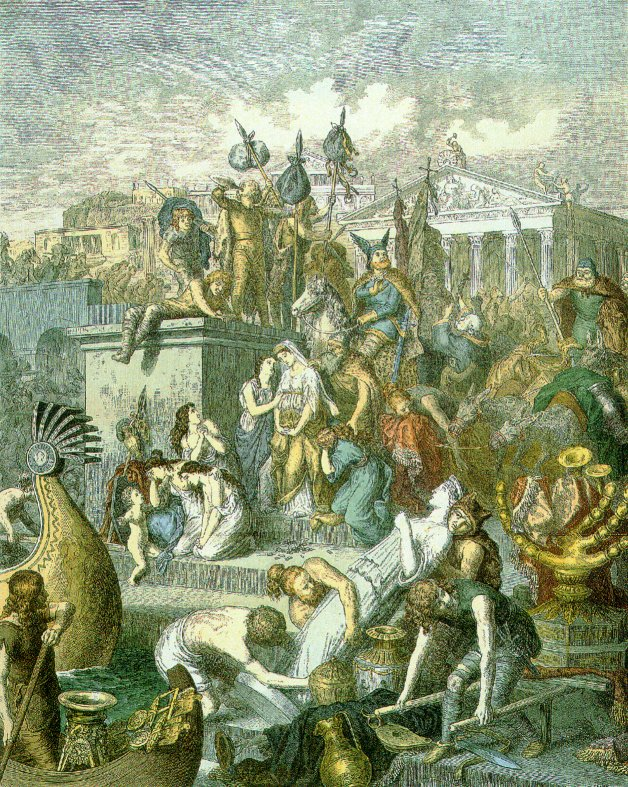
De Vandalen plunderen Rome (455)

Het jaar 455 is het 55e jaar in de 5e eeuw volgens de christelijke jaartelling.

## Gebeurtenissen

### Italië
- 16 maart - Keizer Valentinianus III wordt tijdens het boogschieten op het Marsveld (Rome) vermoord door twee Hunse lijfwachten (waarschijnlijk ingehuurd door Petronius Maximus). Einde van de Theodosiaanse dynastie.
- 17 maart - Petronius Maximus laat zichzelf met steun van de Senaat uitroepen tot keizer en dwingt Licinia Eudoxia, weduwe van Valentinianus III, met hem te trouwen. Door corruptie en omkoping van senatoren weet hij in Rome legitieme macht te verwerven.
- 22 mei - Petronius Maximus wordt in Rome door Bourgondische hulptroepen vermoord terwijl hij de stad probeert te ontvluchten. Hij heeft slechts 70 dagen het West-Romeinse Rijk geregeerd.
- Juni - De Vandalen onder leiding van Geiserik landen in Italië en plunderen Rome. Op verzoek van paus Leo I belooft hij de inwoners te sparen; desondanks na twee weken wordt de voormalige hoofdstad leeggeroofd. Vanwege hun grote vernielingen is de term vandalisme hiervan afgeleid.
- 9 juli - Avitus wordt in de stad Toulouse door de Visigoten onder het bewind van koning Theodorik II, en met steun van de Gallo-Romeinse senatoren, tot keizer van het Westen uitgeroepen. Hij wordt later in Arles geïnaugureerd en als keizer erkend door Marcianus van het Byzantijnse Rijk.
- September - Avitus arriveert in Rome met een Gallisch leger en bereidt een militaire expeditie voor tegen de Vandalen. Hij herstelt de orde in Noricum (huidige Oostenrijk). De Ostrogoten veroveren Pannonië en Dalmatië.

### India
- Skandagupta (r. 455-467) wordt tot keizer (maharadja) gekroond van het Gupta Rijk (India).

## Religie
- De martelaren van Leoninus worden in opdracht van koning Yazdagird II vermoord. Ze hebben gedurende 5 jaar gevangengezeten vanwege hun opstand tegen de christenvervolgingen in Perzië (zie: 451).

## Geboren
- Eleutherius, bisschop van Doornik (waarschijnlijke datum)
- Rusticus van Lyon, Frans aartsbisschop (overleden 501)

## Overleden
- Abraham van Armenië, priester en heilige (waarschijnlijke datum)
- 22 mei - Petronius Maximus, keizer van het West-Romeinse Rijk
- 16 maart - Valentinianus III (35), keizer van het West-Romeinse Rijk